# Ramón Ibarra (attore)
Ramón Ibarra Robles (Getxo, 31 agosto 1958) è un attore e regista teatrale spagnolo, noto per aver interpretato il ruolo di Raimundo Ulloa
 nella lunga soap Il segreto così come per aver recitato in Julieta  e B.

## Biografia
Ramón Ibarra è nato a Getxo, un comune spagnolo in provincia di Biscaglia, nei Paesi Baschi. Ha studiato all'Università dei Paesi Baschi (Euskal Herriko Unibertsitatea) dove ha conseguito una laurea in Scienze dell'Informazione. Terminati gli studi, decide di dedicarsi alla recitazione, è all'età di 22 anni, nel 1980, quando debutta come attore professionista nella commedia Makina Beltza. Fu qui che entrò a far parte della compagnia teatrale Kolektibo Karraka (Fundación del Grupo de Teatro Karraka), una delle più importanti compagnie basche degli anni '80, che si formò dal nucleo centrale del laboratorio Cómicos de la Legua (negli anni 78, 79 e 80, ove è stato sciolto).
La compagnia Karraka, attiva per più di un decennio prima di dissolversi (1981 - 1995), si è incontrata nel 2009 con la stragrande maggioranza dei suoi membri (tra cui Ramón Ibarra) per eseguire un revival del musical Bilbao, Bilbao.
Debutta come attore in serie televisive come Punta Escarlata, El comisario o Euskolegas con ruoli principali in una o più puntate, nel 2011 viene scelto come uno dei quattro attori principali della soap opera Il segreto interpretando Raimundo Ulloa. Dopo una breve pausa nel 2014, l'attore continua a interpretare il personaggio fino all'ultima puntata della serie, andata in onda nel 2020.

## Filmografia

### Cinema
- Grande sole (1990)
- L'anno oscuro (1993)
- La fine della notte (2003)
- I pedali d'auto (2003)

### Televisione
- Entre dos fuegos, 1 episodio - serie TV, (1998)
- La notte dello scorpione - serie TV, (2002)
- Il commissario, 1 episodio - serie TV, (2003)
- Donne, 4 episodi - serie TV, (2005)
- Hospital Central, 1 episodio - serie TV, (2006)
- L'incombente - serie TV, (2007)
- Questo non è grave - serie TV, (2007-2009)
- Amare in tempi difficili, 7 episodi - serie TV, (2009)
- Acusados, 1 episodio - serie TV, (2009)
- Amar en tiempos revueltos, 7 episodi - serie TV, (2009)
- Euskolegas, 24 episodi - serie TV, (2009)
- Punta Escarlata, 6 episodi - serie TV, (2011)
- Il segreto - serie TV, (2011-2020)
- Veneno - miniserie TV, (2020)
- Servir y proteger - serie TV, (2021)
- La promessa - serie TV, (2023)

## Teatro
- Scherzi per Puppets (1981)
- Accovacciati (1988)
- La spada di Pendragon (1991)
- Trappola per topi (1996)
- Malvaloca, sala da ballo (1998)
- Romolo il grande (1998)
- Pepe il romano (2000)
- Morte accidentale di un anarchico (2001)
- Tutta la bibbia, o quasi (2002)
- Vita e morte di Pier Paolo Besolini (2003)
- Terra di nessuno (2004)
- Io Satana (2005)
- 19.30 (2010)
- Una favola per adulti (2013)
- I Giusti (2013 - 2014)

## Regista
- Pervertito (2006)
- 19.30 (2010)